# 安娜·皮亞姬
安娜·皮亞姬（義大利語：Anna Piaggi，1931年3月22日—2012年8月7日）是一位著名的義大利時裝雜誌編輯。安娜出生於米蘭，父親是一名百貨公司買手。安娜起初任職通訊社的翻譯員，後來認識了擔任攝影師的丈夫阿尔法·卡斯塔迪，開始進入時裝雜誌的圈子，曾先後於《Vanity》、《Panorama》、《Arianna》等雜誌工作，死前於《Vogue》擔任總監。2012年8月7日於家中去世。